# Панченко Іван Никифорович
Іван Никифорович Панченко (24 квітня 1904, м. Мелітополь  — 21 вересня 1975, м. Харків) — полковник Радянської Армії, учасник Другої світової війни, Герой Радянського Союзу.

## Біографія
Іван Панченко народився 24 квітня 1904 hjre в Мелітополі. Після закінчення Запорізького інженерно-будівельного інституту працював у промисловості, керував об'єднанням цегляно-черепичних заводів. У квітні 1931 року Панченко був покликаний на службу в Робітничо-селянську Червону Армію. Брав участь у боях радянсько-фінської війни. В 1941 році закінчив Військово-політичну академію. З того ж року — на фронтах німецько-радянської війни. У боях три рази був поранений і один раз контужений.
До 1945 року гвардії полковник Іван Панченко командував 8-им гвардійським стрілецьким полком 4-ї гвардійської стрілецької дивізії 4-ї гвардійської армії 3-го Українського фронту. Відзначився під час Віденської операції. У перші ж дні операції полк Панченко успішно дійшов до річки Раба, а 1 квітня 1945 року перетнув кордон Австрії. Полк в числі перших увірвався на південну околицю Відня і взяв активну участь в її звільненні.
Указом Президії Верховної Ради СРСР від 28 квітня 1945 року за «зразкове виконання бойових завдань командування на фронті боротьби з німецькими загарбниками та проявлені при цьому відвагу та геройство» гвардії полковник Іван Панченко був удостоєний високого звання Героя Радянського Союзу з врученням ордена Леніна та медалі «Золота Зірка» за номером 3478.
Після закінчення війни Панченко продовжив службу в Радянській Армії. В 1955 році у званні полковника звільнений у запас. Проживав у Харкові. Помер 21 вересня 1975, похований на харківському цвинтарі № 2.
Був також нагороджений двома орденами Червоного Прапора, орденами Суворова 3-го ступеня та Кутузова 3-го ступеня, двома орденами Червоної Зірки, низкою медалей.